# Добеф ла Кампањ
Добеф ла Кампањ (фр. Daubeuf-la-Campagne) насеље је и општина у северној Француској у региону Горња Нормандија, у департману Ер која припада префектури Евре.
По подацима из 2011. године у општини је живело 232 становника, а густина насељености је износила 36,59 становника/km². Општина се простире на површини од 6,34 km². Налази се на средњој надморској висини од 165 метара (максималној 163 m, а минималној 134 m).

## Демографија
| 1962. | 1968. | 1975. | 1982. | 1990. | 1999. | 2011. |
| ----- | ----- | ----- | ----- | ----- | ----- | ----- |
| 201   | 225   | 212   | 213   | 180   | 199   | 232   |

График промене броја становника у току последњих година